# 꼬리명주나비
꼬리명주나비(학명: Sericinus montela)는 호랑나비과의 한 종류이다. 애벌레는 쥐방울덩굴을 먹고 자란다. 꼬리명주나비속(Sericinus)의 유일종이며 전 세계에서 오로지 극동아시아에만 분포한다.
우리나라 모든 지역에 고루 분포하지만 개마고원, 백두산 주변, 전라남도 서남 해안 지방과 제주도, 울릉도에는 살지 않는다. 그리고 남해안 섬 가운데서는 진도에만 살고 있다
1세대는 4월 중순에서 5월 초순까지, 2세대는 6월 중순에서 하순까지 그리고 3세대는 7월 초순에서 8월 하순까지 나타난다.

## 사진

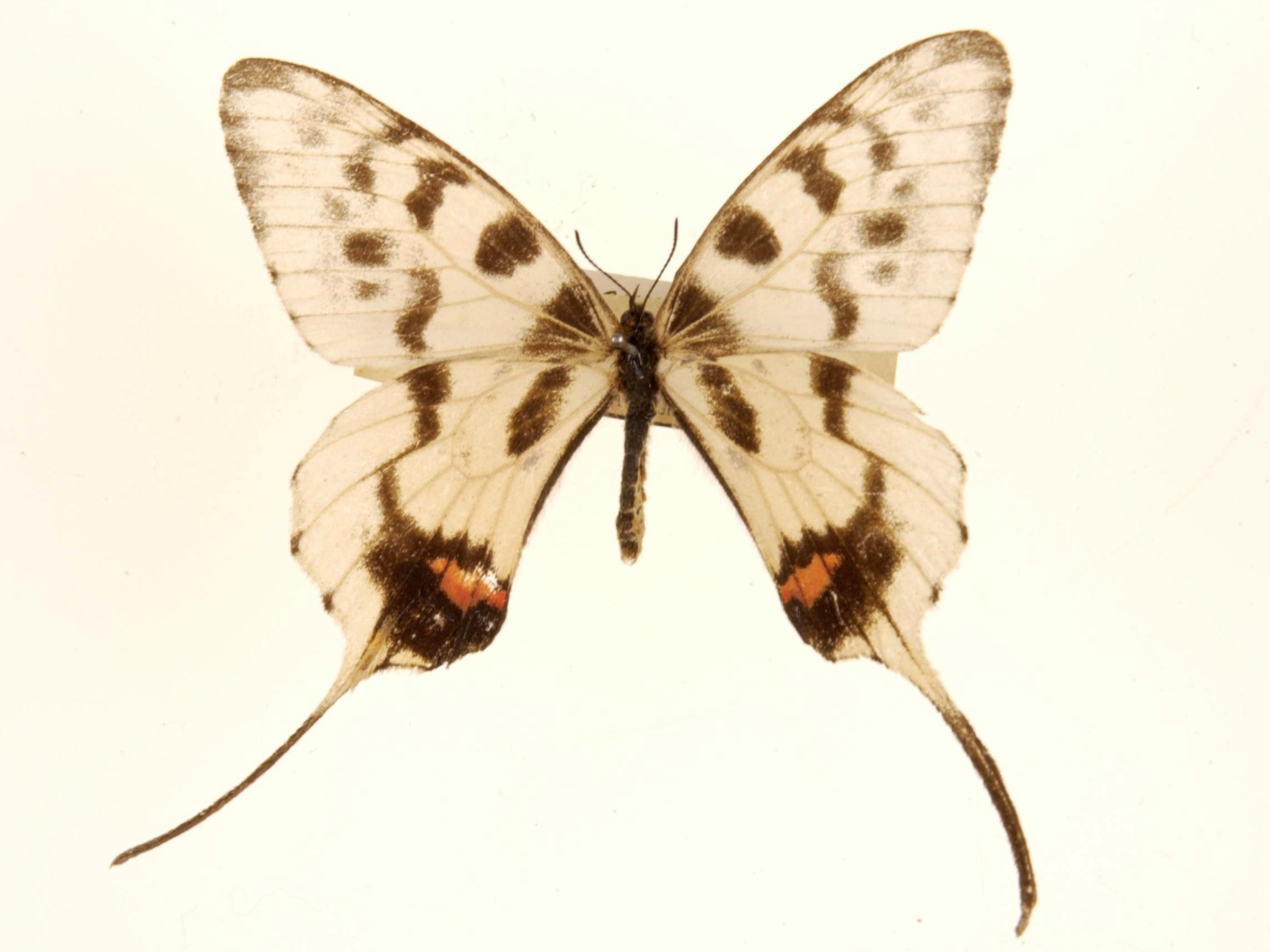
수컷
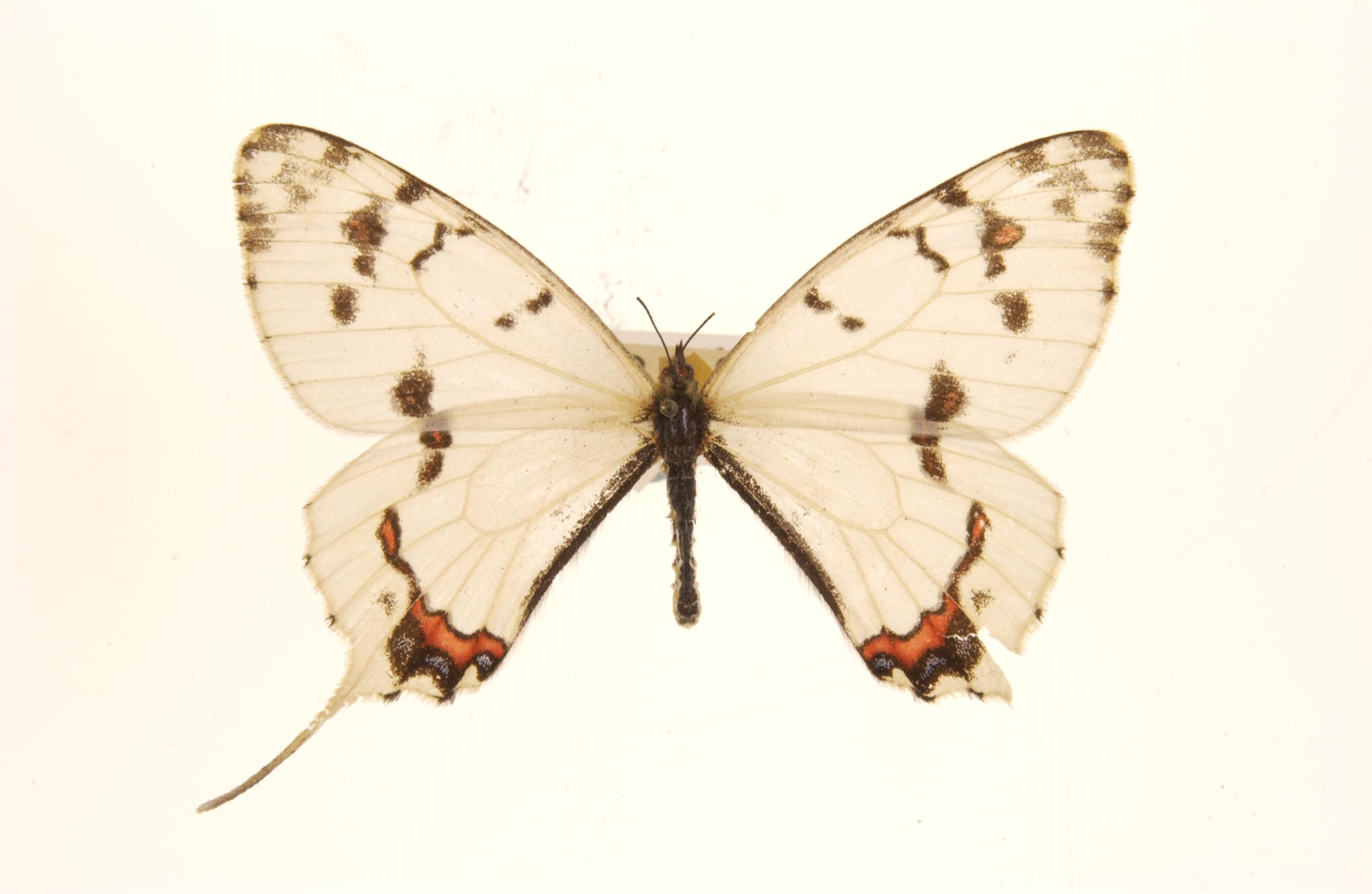
수컷
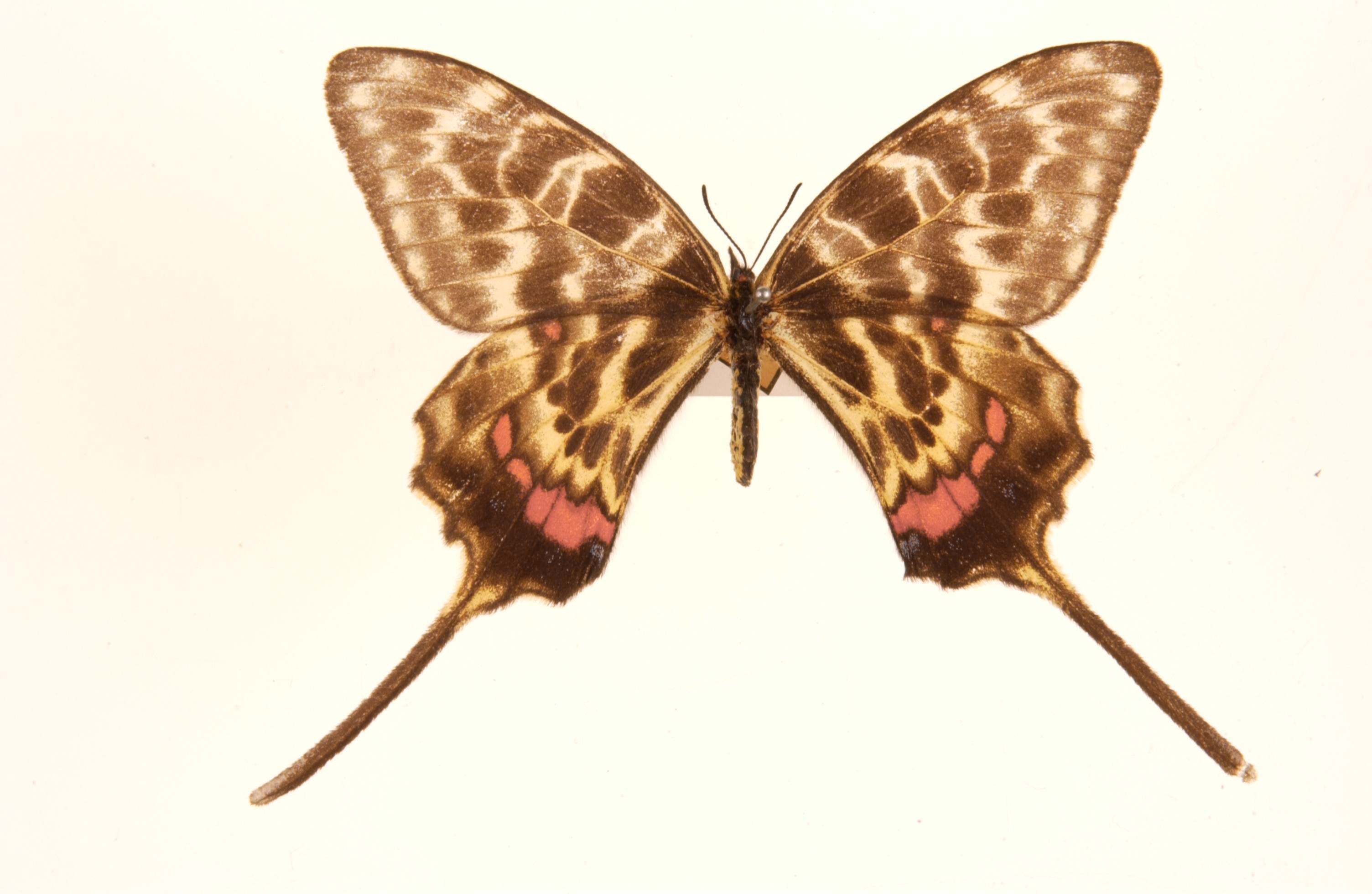
암컷